# Кораблище (Ровненская область)
Кораблище (укр. Кораблище) — село в Млиновской поселковой общине Дубенского района Ровненской области Украины.
До 2020 года входило в Млиновский район.
Население по переписи 2001 года составляло 294 человека. Почтовый индекс — 35151. Телефонный код — 3659. Код КОАТУУ — 5623883801.